# جیمز کلسو
جیمز کلسو (انگلیسی: James Kelso; ۸ ژانویهٔ ۱۸۶۹ – ۲۵ ژوئیهٔ ۱۹۰۰) بازیکن فوتبال اسکاتلندی که در تیم ملی فوتبال اسکاتلند بازی می‌کرد. 
از باشگاه‌هایی که در آن بازی کرده‌است می‌توان به باشگاه فوتبال لیورپول اشاره کرد.